# 1899 en Belgique
Chronologie de la Belgique
- 1895
- 1896
- 1897
- 1898
- 1899
- 1900
- 1901
- 1902
- 1903

Cette page recense des événements qui se sont produits durant l'année 1899 en Belgique.

## Chronologie
- 24 janvier : installation du gouvernement Vandenpeereboom[1] (Parti catholique).
- 2 et 3 avril : inauguration de la Maison du Peuple de Bruxelles, bâtiment de style Art nouveau réalisé par Victor Horta[1].
- 19 avril : le ministre de l'Intérieur François Schollaert dépose un projet de loi relatif à la représentation proportionnelle dans les grands arrondissements électoraux. Ce projet de loi est perçu comme injuste par l'opposition puisqu'il maintient le scrutin majoritaire dans les petits arrondissements électoraux, traditionnellement acquis au Parti catholique[2].
- 27 juin : à la Chambre, le débat sur le projet « Schollaert » est interrompu par le chahut venant des bancs socialistes[3].
- 28 et 29 juin : de violents affrontements éclatent dans les rues de Bruxelles entre les manifestants antigouvernementaux et la gendarmerie. On dénombre plus de 200 blessés[4].
- 31 juillet : une Commission de la Chambre rejette le projet du gouvernement. Le Chef de cabinet Jules Vandenpeereboom remet sa démission au roi[5].
- 5 août : installation du gouvernement de Smet de Naeyer II[1] (Parti catholique).
- Octobre 1899 : élections communales[6].
- 5 novembre : retour de la Belgica au port d'Anvers.

- 24 novembre : loi « relative à l'application de la représentation proportionnelle aux élections législatives ». La Belgique devient le premier pays à appliquer ce type de scrutin lors d'élections nationales[5].

## Culture

### Architecture

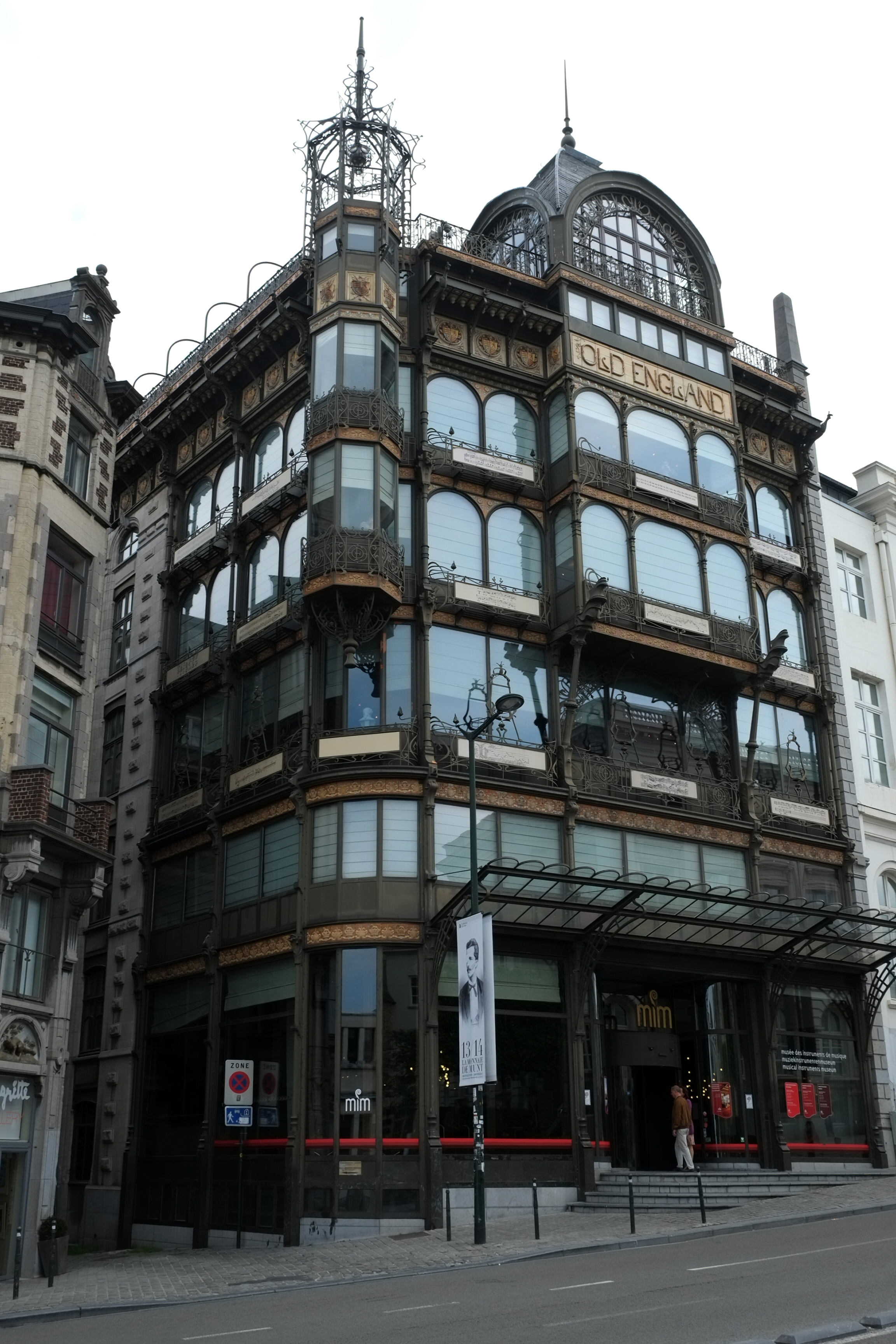
Magasin Old England à Bruxelles (Art nouveau, Paul Saintenoy)
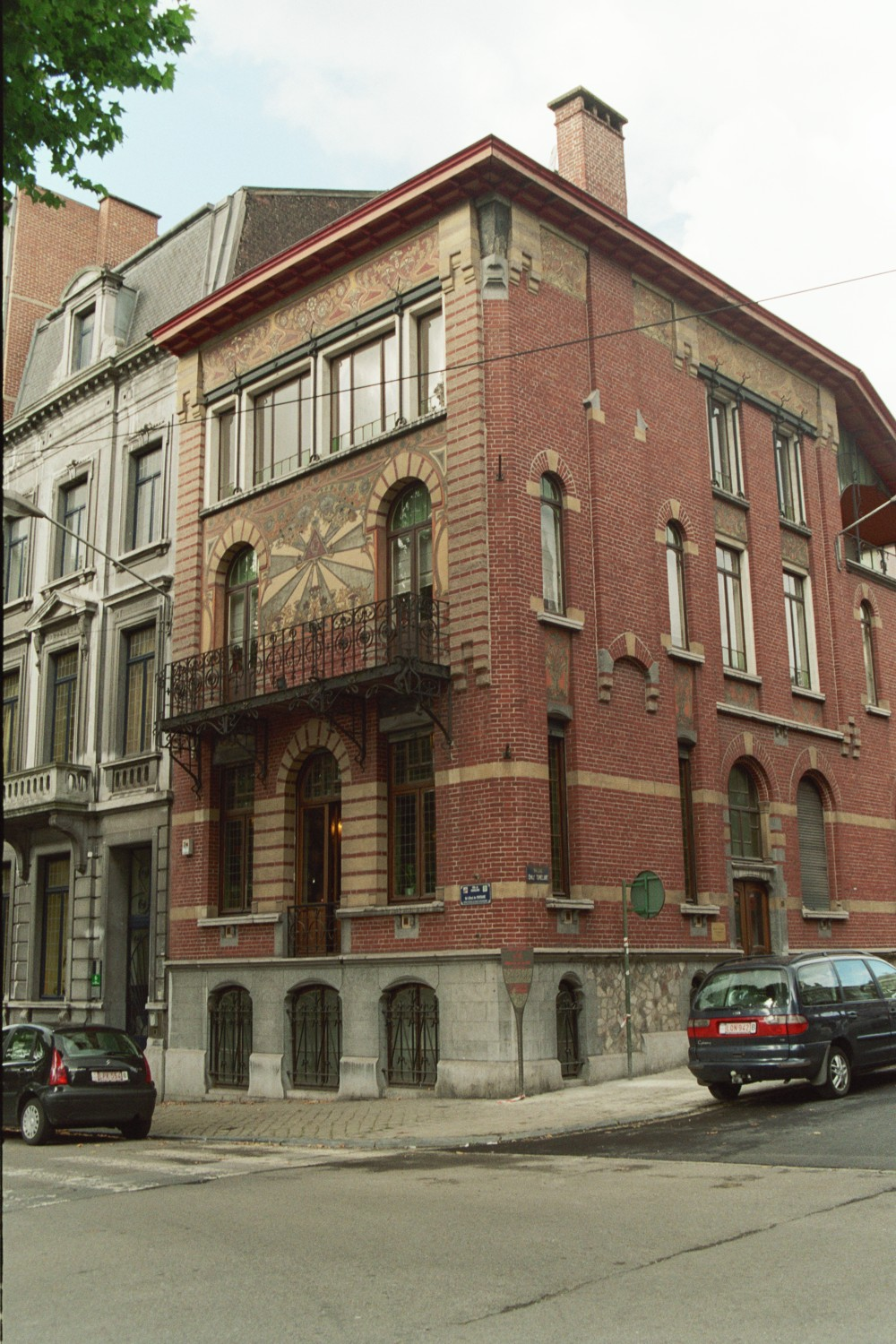
Maison dorée de Charleroi (Art nouveau, Alfred Frère)

### Littérature
- Le Cerisier fleuri, recueil d'Iwan Gilkin[7].
- Prométhée, poème dramatique d'Iwan Gilkin[7].
- La Route d'émeraude, roman d'Eugène Demolder[8].

### Peinture

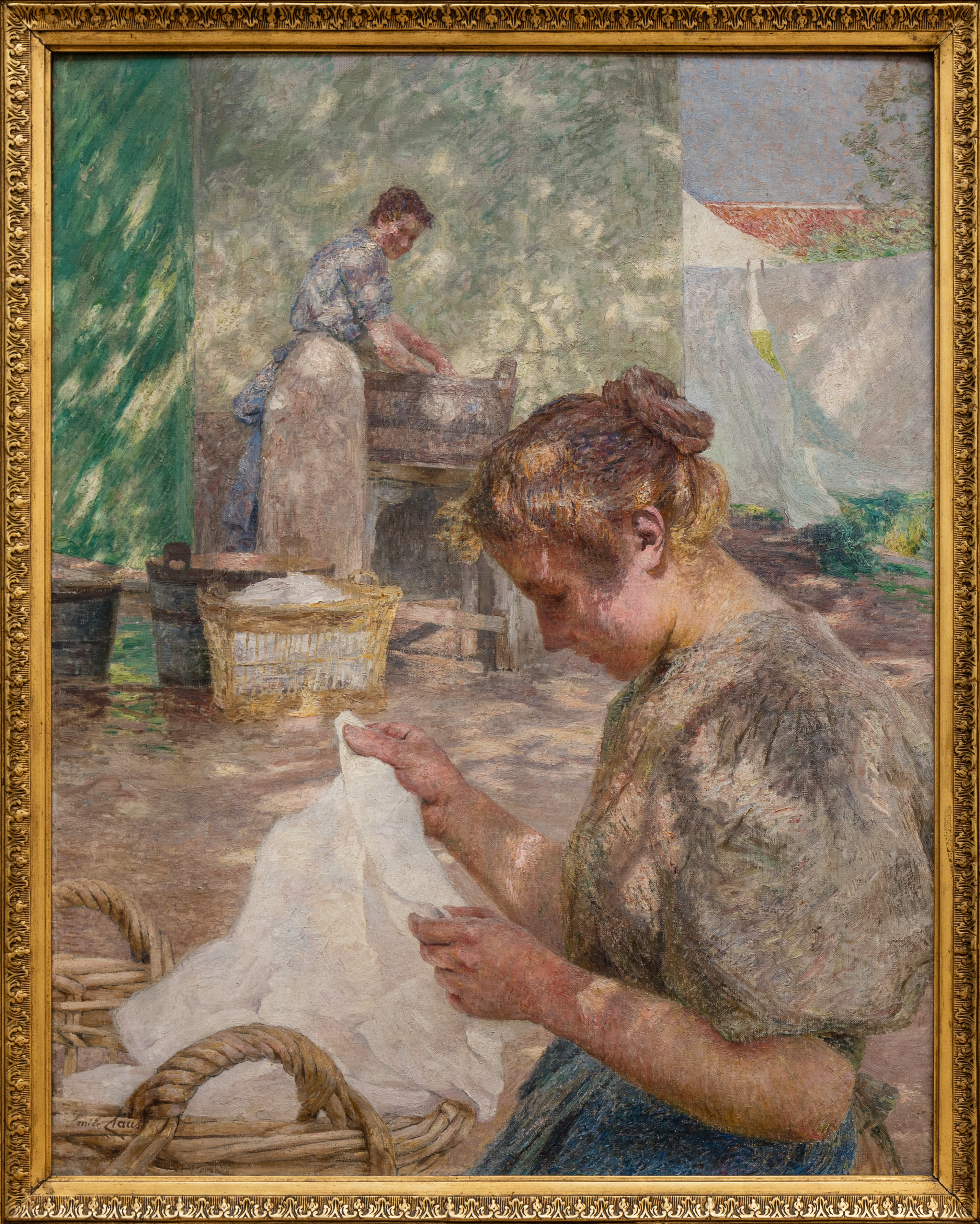
Journée ensoleillée (Émile Claus)
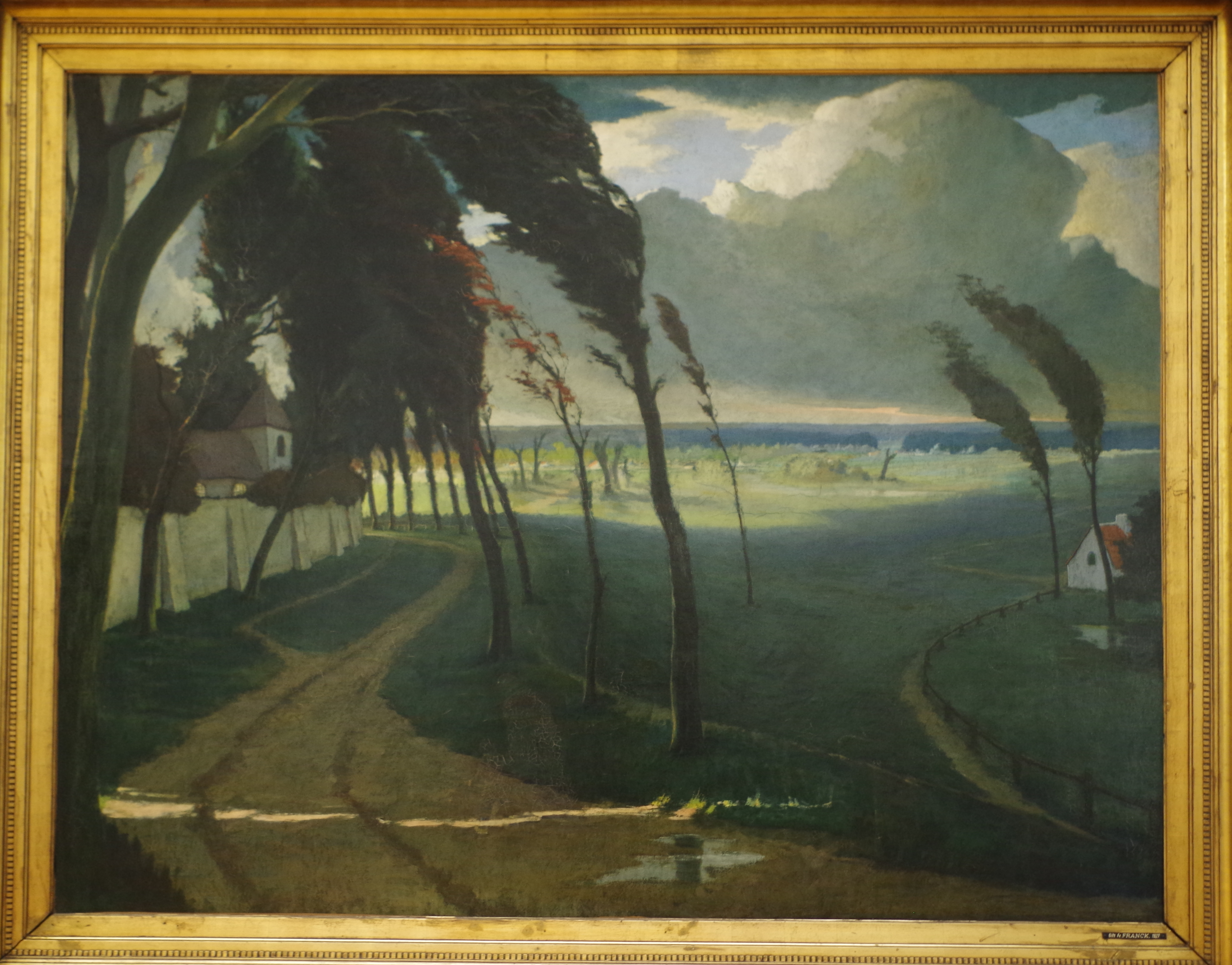
La Tempête (Eugène Laermans)
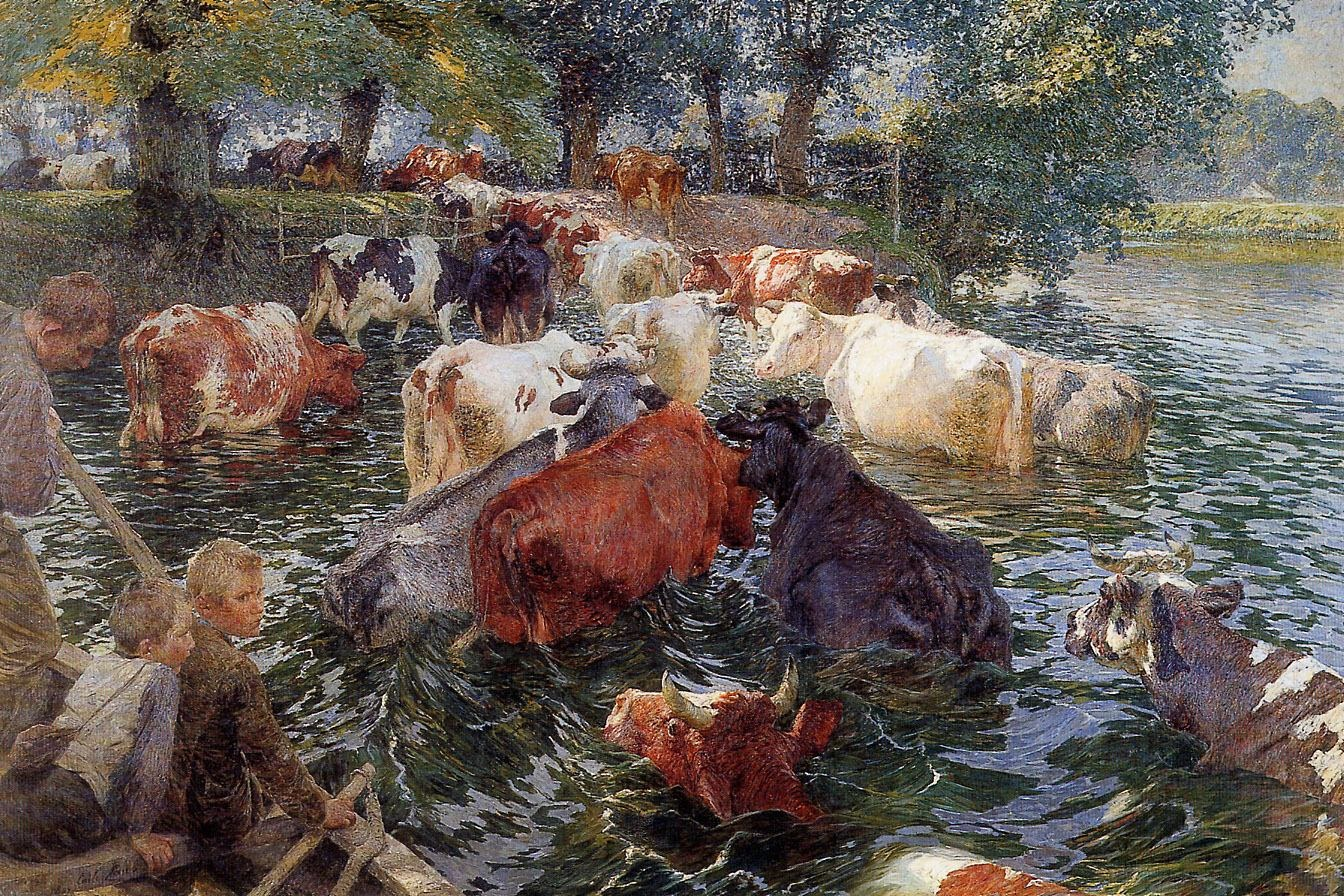
Vaches traversant la Lys (Émile Claus)

## Sciences
- Expédition antarctique belge.

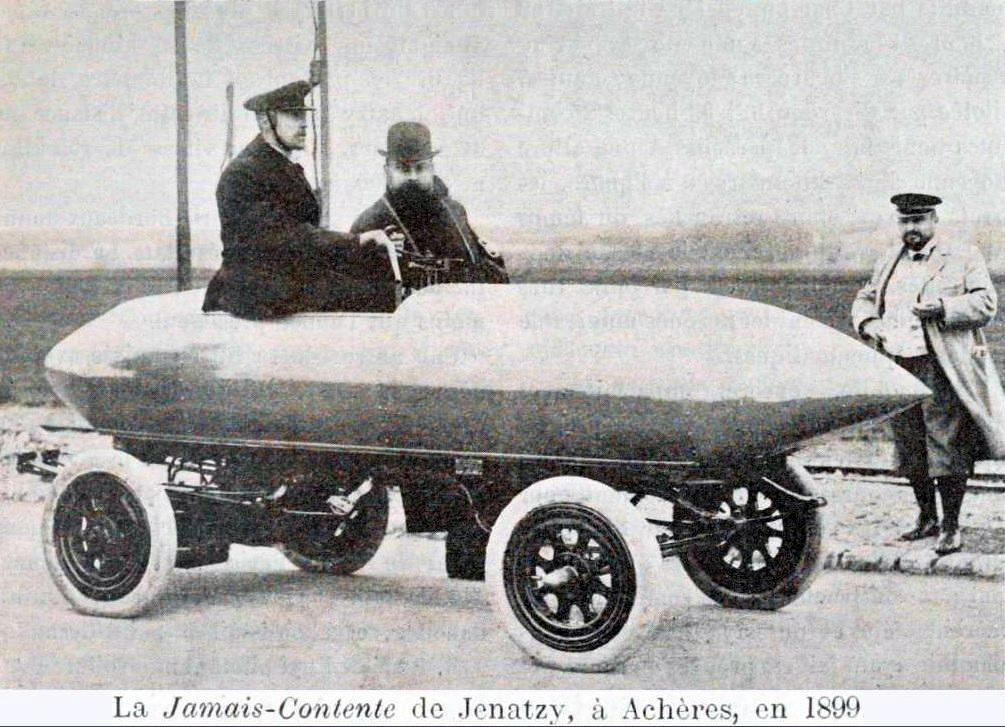
La Jamais contente en 1899 à Achères.

- La Compagnie générale belge des transports automobiles Jenatzy met au point La Jamais contente, une voiture électrique en forme de torpille. C'est le premier véhicule automobile à franchir le cap des 100 km/h.

## Sports
- Championnats d'Europe d'aviron 1899.
- Championnat de Belgique de football : 1898-1899 et 1899-1900.

## Naissances
- 25 janvier : Paul-Henri Spaak, homme politique († 31 juillet 1972).
- 17 avril : Gérard Debaets, coureur cycliste belge naturalisé américain († 27 avril 1959).
- 12 mai : Maurice Carême, écrivain et poète († 13 janvier 1978).
- 24 mai : Henri Michaux, peintre et poète († 19 octobre 1984).
- 9 août : Éliane de Meuse, peintre († 3 février 1993).
- 28 août : Georges Moens de Fernig, homme politique († 16 août 1978).
- 3 novembre : Julien Vervaecke, coureur cycliste († 22 mai 1940).

## Décès
- 19 avril : Jules Pecher, peintre et sculpteur belge (° 4 janvier 1830).
- 25 décembre : Jacques-Joseph Brassine, général et homme politique (° 12 octobre 1830).
- 27 décembre : Henri Evenepoel, peintre (° 2 octobre 1872).